# Lampropterus ruficollis
Lampropterus ruficollis là một loài bọ cánh cứng trong họ Cerambycidae.